# Bagnolo San Vito
Pour les articles homonymes, voir Bagnolo.
Bagnolo San Vito est une commune italienne de la province de Mantoue, dans la région Lombardie.

## Géographie
Le territoire de la commune de Bagnolo San Vito est inclus, depuis 1984, dans le Parc naturel régional du Mincio.

## Administration
| Période                                  | Période | Identité | Étiquette | Qualité |
| ---------------------------------------- | ------- | -------- | --------- | ------- |
|                                          |         |          |           |         |
| Les données manquantes sont à compléter. |         |          |           |         |

### Hameaux
Campione, Correggio Micheli, San Nicolò Po, San Giacomo Po

### Communes limitrophes
Borgoforte, Mantoue, Roncoferraro, San Benedetto Po, Sustinente, Virgilio